# Monte Baussetti
Il monte Baussetti (2 002 m s.l.m.) è una montagna delle Alpi Liguri. È situata tra i comuni di Garessio, Roburent e Pamparato, tutti e tre in provincia di Cuneo.

## Descrizione
La montagna è la maggiore elevazione del Contrafforte del Monte Baussetti, un lungo costolone che staccandosi dallo spartiacque principale si dirige verso nord dividendo la val Corsaglia (a ovest) dalla val Casotto (a est).
A sud il colle della Valletta (1838 m) lo divide dalla Cima Ciuaiera e dalla catena principale alpina, mentre a nord lo spartiacque Casotto/Corsaglia perde quota toccando prima la cima Robert e poi la Colla del Giassetto (1568 m) per risalire successivamente alla cima Suriot (1644 m).

Si tratta per la maggior parte di elevazioni boschive a bassa quota e pascolive sopra i 1600–1700 m.

## Accesso alla cima

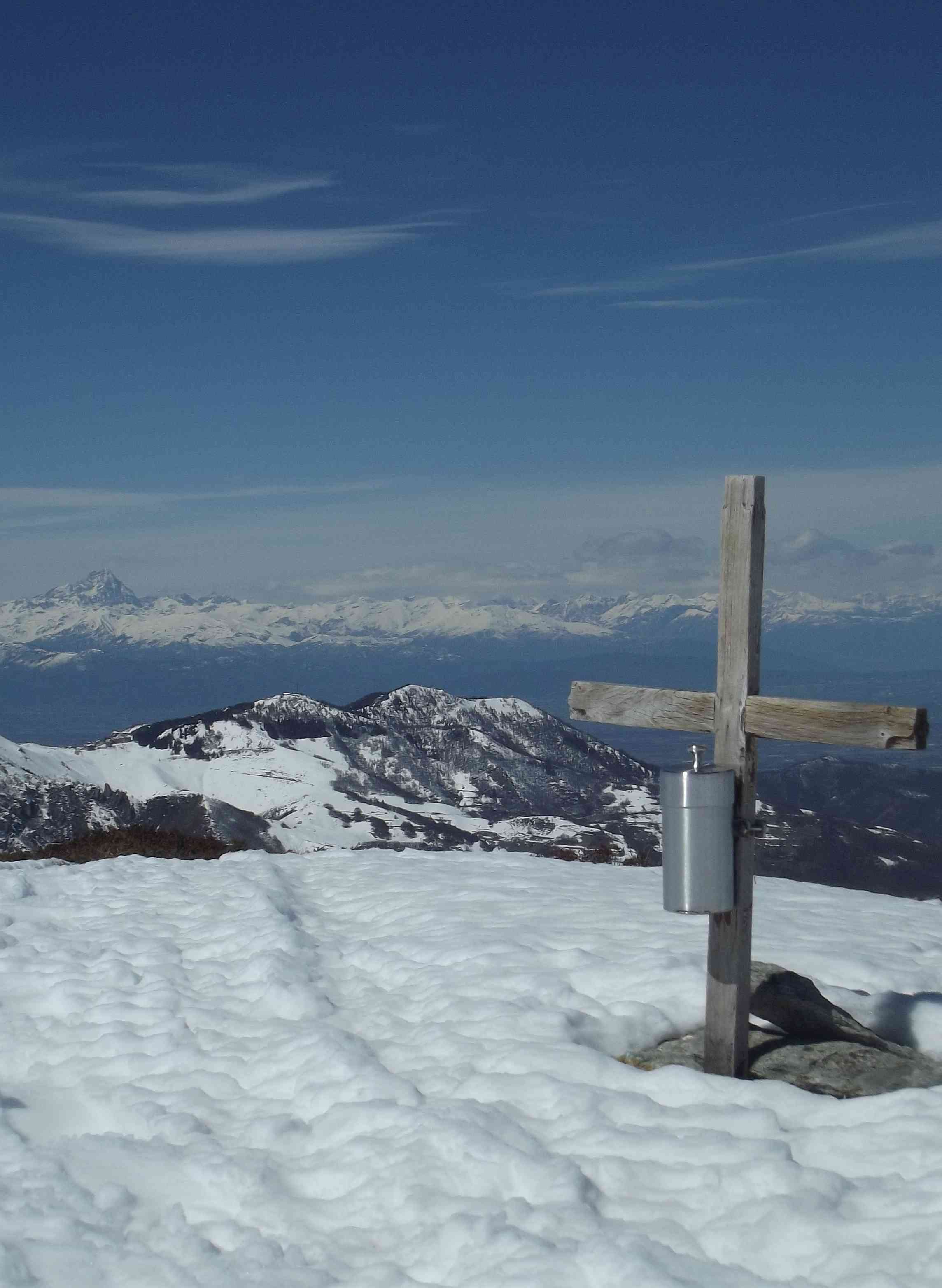
La croce di vetta e, sullo sfondo, il Monviso.

Una comoda via di salita al monte Baussetti è quella che parte da Bossea e, toccate case Milano, ne percorre le pendici settentrionali e poi, passata nei pressi della modesta Cima Robert, il crinale nord.
Oltre che d'estate questa via è anche frequentata d'inverno dagli scialpinisti e con le racchette da neve; data la natura regolare e non troppo ripida dei pendii viene considerata relativamente a basso rischio per quanti riguarda le valanghe.
Sul punto culminante è collocata una croce di vetta sulla quale è fissato un contenitore impermeabile che protegge il libro di vetta. Come dalle altre cime della zona il panorama è vastissimo, in particolare verso la pianura Padana.